# Kredietbeperking
Kredietbeperking is een negatieve korting ter bekostiging van de krediettermijn. De opslag mag de betalende partij aftrekken bij tijdige betaling. 
Deze kredietbeperking is niet te verwarren met betalingskorting. Betalingskorting
is een factuurkorting die bedrijven soms geven bij een spoedige betaling, vaak als direct contant wordt afgerekend. Deze "korting" wordt gegeven over het bruto bedrag, zodat over de korting zelf toch btw moet worden betaald. In België wordt er echter geen BTW berekend over deze korting. De BTW wordt dan berekend over het bruto bedrag min het bedrag betalingskorting dat al dan niet wordt opgenomen. Meestal gaat het om een percentage bij betaling binnen een bepaalde periode.
Kredietbeperking wordt gebruikt om klanten snel te laten betalen. Dit versterkt de liquide positie van de crediteur, die vervolgens ook geen tijd en moeite kwijt is aan het incasseren van het bedrag.
Er bestaat overigens geen wettelijke verplichting de kredietbeperking ook daadwerkelijk te betalen, ook al wordt na de vervaldatum betaald. Kredietbeperking is slechts in het leven geroepen ter beperking van de kosten die het incasseren van een factuur meebrengt (rente e.d.). Daarnaast kan kredietbeperking door goed betalende klanten als motie van wantrouwen worden gezien, immers de kredietbeperking hoeft normaliter niet te worden betaald wanneer de factuur tijdig wordt voldaan.